# Айдевілл (Орегон)
Айдевілл (англ. Idaville) — переписна місцевість (CDP) в США, в окрузі Тілламук штату Орегон. Населення — 374 особи (2020).

## Географія
Айдевілл розташований за координатами 45°30′35″ пн. ш. 123°51′48″ зх. д. / 45.50972° пн. ш. 123.86333° зх. д. (45.509725, -123.863276).  За даними Бюро перепису населення США в 2010 році переписна місцевість мала площу 1,26 км², уся площа — суходіл.

## Демографія
Згідно з переписом 2010 року, у переписній місцевості мешкало 337 осіб у 157 домогосподарствах у складі 91 родини. Густота населення становила 267 осіб/км².  Було 173 помешкання (137/км²).
Расовий склад населення:
| - 92,3 % — білих - 1,5 % — азіатів - 1,2 % — корінних американців - 3,3 % — осіб інших рас |

До двох чи більше рас належало 1,8 %. Частка іспаномовних становила 8,0 % від усіх жителів.
За віковим діапазоном населення розподілялося таким чином: 13,4 % — особи молодші 18 років, 61,1 % — особи у віці 18—64 років, 25,5 % — особи у віці 65 років та старші. Медіана віку мешканця становила 52,6 року. На 100 осіб жіночої статі у переписній місцевості припадало 114,6 чоловіків;  на 100 жінок у віці від 18 років та старших — 110,1 чоловіків також старших 18 років.
Середній дохід на одне домашнє господарство  становив 37 860 доларів США (медіана — 25 781), а середній дохід на одну сім'ю — 44 246 доларів (медіана — 30 833). За межею бідності перебувало 17,2 % осіб, у тому числі 0,0 % дітей у віці до 18 років та 34,8 % осіб у віці 65 років та старших.
Цивільне працевлаштоване населення становило 71 осіб. Основні галузі зайнятості: виробництво — 46,5 %, освіта, охорона здоров'я та соціальна допомога — 28,2 %, науковці, спеціалісти, менеджери — 22,5 %.